# Johann Amman
Pour les articles homonymes, voir Amman (homonymie).
Johann Amman est un médecin et botaniste suisse, né en 1707 à Schaffhouse, mort en 1741 à Saint-Pétersbourg.

## Biographie
Amman est le fils de Johann Conrad Amman (1669–1724),. 
Il devient médecin à Leyde, auprès de Herman Boerhaave ; Boerhaave le recommande à Sir Hans Sloane comme conservateur de sa collection d'histoire naturelle. Il devient membre, en 1731, un an après son arrivée en Angleterre, de la Royal Society.
En 1733, Amman est invité à Saint-Pétersbourg par Johann Georg Gmelin. Il enseigne alors à l'Académie des sciences de Saint-Pétersbourg (et continue d'envoyer des plantes à Sloane). Le jardin botanique qu'il crée dans la ville est tout d'abord un jardin de plantes médicinales, comme l'était le jardin botanique de Chelsea de Sloane. Avant ses voyages d'exploration, Georg Wilhelm Steller, médecin et botaniste comme Amman, trouve un moment du travail auprès de celui-ci.
Il meurt à Saint-Pétersbourg, en 1741, à 33 ans. Il était l'époux de Anna Elizabeth (von) Schumacher (1730-1801), fille de Johann Daniel Schumacher.

## Œuvres
Les écrits d'Amman sont en latin.
- Dissertatio […] medico-physiologica de venis in corpore humano bibulis […], Leyde, 1729
- Stirpium rariorum in Imperio Rutheno sponte provenientium icones et descriptiones [Images et descriptions de plantes sauvages assez rares de l'empire ruthène], Saint-Pétersbourg, Académie des sciences, 1739 — Près de 300 plantes, 39 planches[5].
- [Correspondance, 1736–1740, entre Linné et Amman] — Onze lettres[6].

## Bibliographie

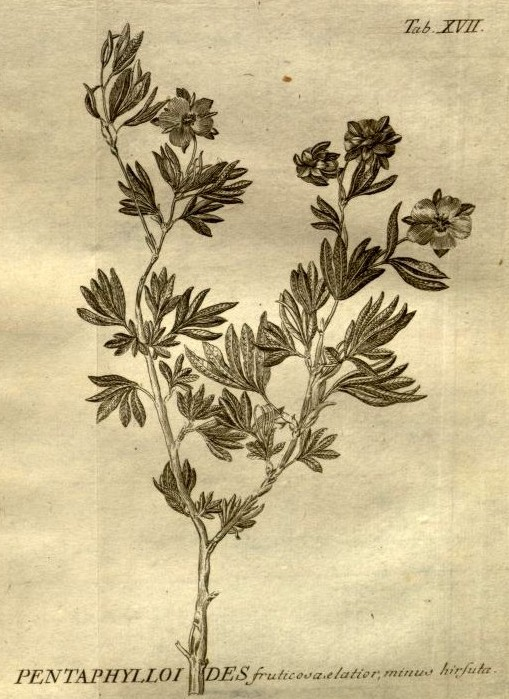
Dasiphora fruticosa, dans Stirpium rariorum […] icones et descriptiones.

## Compléments